# 843 Nicolaia
Nicolaia (asteróide 843) é um asteróide da cintura principal, a 1,8030252 UA. Possui uma excentricidade de 0,2090057 e um período orbital de 1 257 dias (3,44 anos).
Nicolaia tem uma velocidade orbital média de 19,7277938 km/s e uma inclinação de 7,9935º.
Esse asteróide foi descoberto em 30 de Setembro de 1916 por Holger Thiele.